# Эгнация

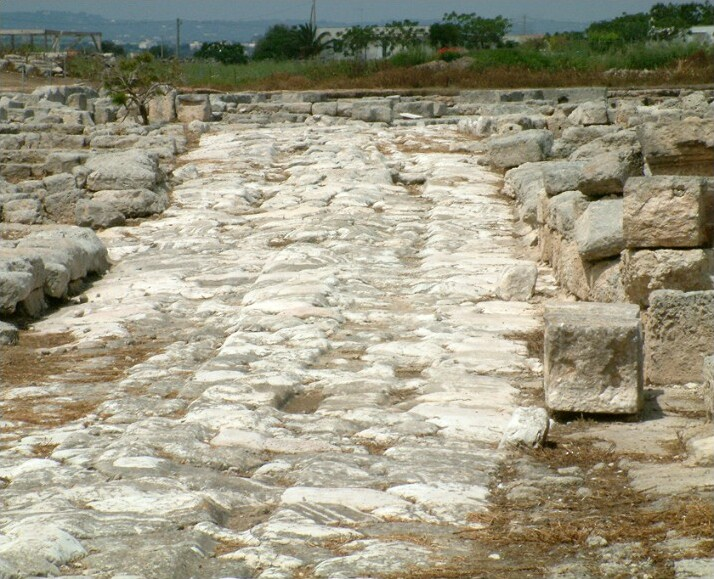
Эгнация (Аппиева дорога)

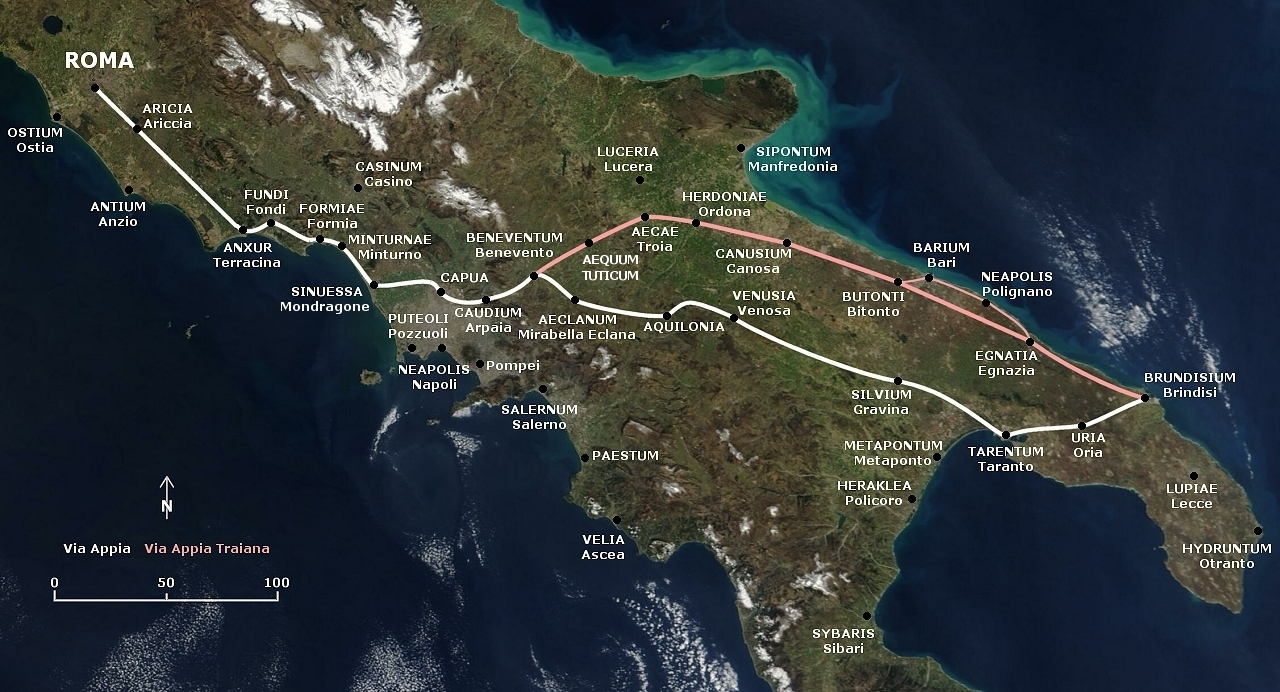
Эгнация на Аппиевой дороге

Эгнация (Egnazia, Egnatia, Ignatia или Gnatia) — название древнеримского города в Апулия—Апулии недалеко от Фазано, между Бари и Бриндиси на Адриатическом море. Через Эгнацию проходила Аппиева дорога. Расцвет города пришёлся на IV—III вв. до н. э. Город был заброшен в Средние века. В последние годы проводились многочисленные археологические работы. От греческого наименования города — Гнафия — происходит название одной из разновидностей расписной античной керамики — гнафианской.